# Área de Conservação da Paisagem de Saarjõe
A Área de Conservação da Paisagem de Saarjõe é um parque natural localizado no condado de Viljandi, na Estónia.
A área do parque natural é de 1759 hectares.
A área protegida foi fundada em 2006 para proteger as paisagens e a biodiversidade em Rassi (freguesia de Türi), Kaansoo (freguesia de Vändra) e da aldeia de Kootsi (freguesia de Suure-Jaani).